# José Manuel Restrepo

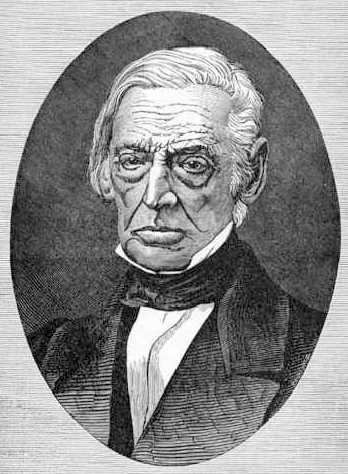
José Manuel Restrepo

José Manuel Restrepo est un homme politique, un historien et un  botaniste colombien, né en 1781 et mort en 1863.
Après des études au collège de San Bartolomé (Bogota), il devient avocat puis secrétaire du dictateur de Antioquia,  Juan del Corral ainsi que du gouverneur Dionisio Tejada. En 1811 et 1814, il est député pour Antioquia au congrès des provinces unies de la Nouvelle-Grenade. Après l'indépendance, José Manuel Restrepo est gouverneur d’Antioquia en 1819. Restrepo s’intéresse également à la géographie et la flore de la région d'Antioquia. Le genre d'orchidées Restrepia lui a été dédié par Karl Sigismund Kunth (1788-1850) en 1815.